# Naftalin (kémia)
A naftalin a legegyszerűbb policiklusos aromás szénhidrogén, amely két kondenzált benzolgyűrűből áll, azaz két egymás melletti szénatomjuk közös. Összegképlete C10H8.
Nevét a görög naphtha (νάφθα = kátrány, földi szurok), közvetve a perzsa neft (𐎴𐎳𐎫 = földi gyanta) szóból kapta.

## Szerkezete
A naftalinban – a benzollal ellentétben – a kötések hossza nem egyforma. Ennek oka az aromás rendszer 5 db kötő π-molekulapályának eltérő szimmetriájában keresendő. Például a C1–C2 és C2–C3 kötések eltérő hossza abból ered, hogy a β–β kötéseket két esetben metszi csomósík, azaz az 5 pályából kettő esetében az elektronpár delokalizációja ezen a ponton megszakad. Az α-β kötések számára csupán egy ilyen kényes pálya van, amelynek a két csomósíkja pont az α-széneken (1–4, ill. 5–8, a rajzon függőlegesen) halad át. Tehát az utóbbi, rövidebb kötés esetén 4 molekulapálya „ereje” adódik össze, míg a másikat csupán 3 elektronpár „húzza összébb”.
| Kötés   | Kötéshossz (Å) |
| ------- | -------------- |
| C1–C2   | 1,364          |
| C2–C3   | 1,406          |
| C1–C8A  | 1,420          |
| C4A–C8A | 1,422          |

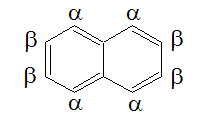
alfa és béta pozíciók a naftalingyűrűn

A naftalin hidrogénjeinek reakciókészsége elektrofil szubsztitúció során kétféle, attól függően, hogy a molekulán α vagy β pozícióban helyezkednek el. Mindkét esetben az egyik gyűrű aromássága időlegesen megszűnik. Az α esetben azonban a pozitív töltés delokalizációjának lehetősége kiterjed 3 szénatomra, amelynek két határhelyzete az ábrán látható. A β esetben a pozitív töltés elszigetelve az 1-es pozícióra szorul a delokalizáció lehetősége nélkül. Ez energetikailag a kedvezőtlenebb állapot, ezért nagyobb az aktiválási energiája, mint a 3 szénen eloszló pozitív töltésnél. Naftalinszulfonsavak esetén ez annyit tesz, hogy szobahőmérsékleten az α-szubsztitúció a predomináns, míg a β helyzet elérése érdekében 160 °C-on kell végrehajtani a reakciót (kénsav reagens esetén).

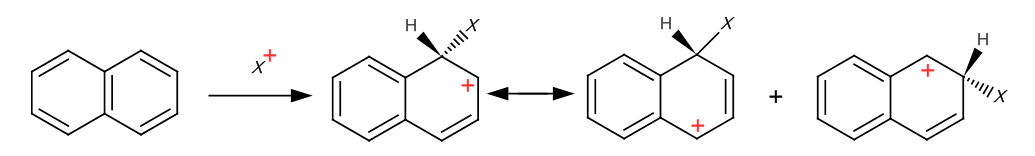
A naftalinból aromás elektrofil szubsztitúció során keletkező köztitermékek (σ-komplexek). Az α-szubsztitúció több lehetőséget kínál delokalizációra, ezért ez az intermedier stabilabb.

## Tulajdonságai
A naftalin legnagyobb mennyiségben a kőszénkátrányban fordul elő, amelyből úgy készítik, hogy a 180-300° között átdesztilláló részt kikristályosítják; vízzel való ismételt ledesztillálással és szublimálással tisztítják. Az alkoholból kikristályosított vagy a szublimált naftalin fehér, fénylő, sajátságos átható szagú levélkékből áll; vízben oldhatatlan, könnyen oldódik azonban éterben vagy forró alkoholban, 79°-ra hevítve megolvad, és ekkor sok levegőt abszorbeál, de azt a megmerevedéskor ismét elbocsátja magából. Levegőn hevítve meggyullad, és igen erősen kormozó lánggal ég el.
A naftalin kémiai sajátságai igen sok tekintetben a benzoléhez hasonlók. Klór vagy bróm behatására a megfelelő klór- vagy brómszármazékok keletkeznek. Salétromsavval összehozva a savnak töménységétől és a hőmérséklettől függően különféle nitronaftalinok, koncentrált kénsav behatására pedig naftalinszulfonsavak képződnek belőle. Oxidáló anyagok (salétromsav fölöslege, kálium-permanganát) behatására főleg ftálsav keletkezik belőle.

## Felhasználása
A naftalint az iparban különféle festékanyagok készítéséhez, a világítógáz karburálásához, a háztartásban pedig különösen a ruhaneműk védelmében a molyok kipusztításához használják. Ez utóbbiból származik a „naftalinszagú” kifejezés, amit a sokáig tárolt ruhákra, és átvitt értelemben a divatból kiment dolgokra használnak.

## Biológiai előfordulása, hatásai
A naftalint elsősorban a termeszekkel lehet kapcsolatba hozni: ezek a rovarok a termeszvár védelme érdekében választják ki. Kiválasztja még a magnólia, valamint őzek egy bizonyos faja.
Kimutatták a Földre hullott meteoritokban, valamint a Perseus csillagkép bolygóközi anyagában.
Hosszú távon a naftalin súlyosan károsítja és rombolja a vörösvértesteket, előidézve a hemolitikus anémiát. Ez fokozza a rögképződést, mely súlyos szövődményekhez vezethet. A mérgezés tünetei közé tartozik a levertség, étvágytalanság, nyugtalanság, sápadt bőr, súlyos esetben hányinger, hányás (akár véres is), véres vizelet, hallucináció, sárgaság és hasmenés.
Eme tünetek könnyen összetéveszthetők a vírusos májgyulladás hepatitis vagy a lupus betegségek szimptómáival. A naftalint az IARC korlátozott mértékben rákkeltőnek minősítette.